# Villa Tesio
Villa Tesio è una villa storica situata nel comune di Dormelletto, presso la storica località "Dormello", sulle rive del Lago Maggiore (in Piemonte) all'interno della Riserva naturale speciale dei Canneti di Dormelletto.
Grazie alla passione e agli studi di Federico Tesio e di sua moglie Lydia Fiori, Villa Tesio e le sue scuderie sono diventate celebri per aver fatto nascere il più grande allevamento di cavalli del mondo e, altresì, una nuova razza  di cavalli da corsa molto famosa, conosciuta con il nome di Dormello-Olgiata.

## Storia
Prima del novecento e dell'insediamento di Federico Tesio, le terre di Dormello – situate nel comune di Dormelletto - avevano conosciuto l'allevamento del bestiame solo in funzione della produzione agricola. La località, inoltre, era sede di rinomata villeggiatura d'élite.
Nel 1898 Federico Tesio decise, insieme a sua moglie Lydia Fiori, di stabilire le proprie scuderie su queste terre, poiché erano caratterizzate da un ambiente considerato adatto per l'allevamento dei cavalli: vista la prossimità del Lago Maggiore il clima era temperato ma con un alto tasso di umidità; il terreno, molto sabbioso, invece risultava essere asciutto. Dalla ex-Villa Conelli nacque Villa Tesio, sul cui muro esterno venne dipinta la croce di Sant'Andrea, emblema dell’omonima scuderia; notevoli furono i lavori per drenare il terreno, curare i prati, le stalle e i maneggi.
Ben presto, intorno a Villa Tesio e all’omonima scuderia cominciarono a “ruotare” diverse cascine presenti sul territorio comunale, rilevate dallo stesso Federico Tesio e adibite a scuderie: "Surga", "Montaccio", "Rotta", "Moretta”, "Cucchetta", "Torbera" e "Motta". Si venne così creare il complesso di scuderie più grande d'Italia.
Proprio da qui, vennero lanciati sulla scena dell'ippica internazionale esemplari che lasciarono un segno indelebile nel tempo: Nearco, Bellini, Donatello II e Ribot. 
Nei primi sessant’anni del novecento il registro degli ospiti di Villa Tesio annovera nomi quali quelli del duca d'Aosta, della duchessa Elena, del conte di Parigi, dell'Aga Khan.

## Caratteristiche della struttura

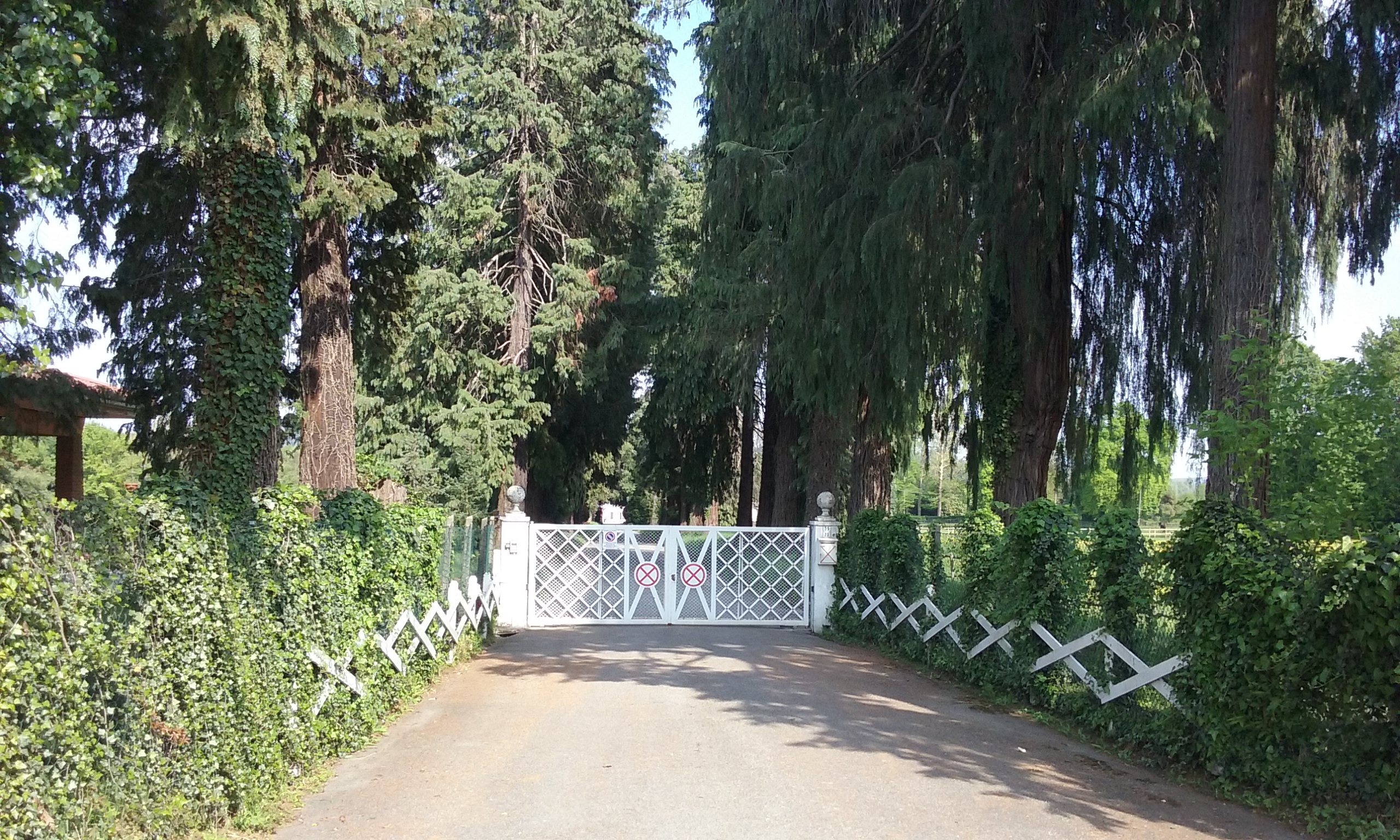
Cancello di Villa Tesio (oggi)

Il complesso di Villa Tesio è annunciato da un cancello bianco che si distingue per la presenza di due “scudi” circolari ove sono riprodotti le croci di Sant’Andrea (emblema delle scuderie di Federico Tesio).
Il viale che porta dal cancello alla struttura è costeggiato da un doppio filare di cipressi; il tutto è circondato da ampi prati con le caratteristiche staccionate di legno che delimitano l’area dedicata cavalli.
La facciata di Villa Tesio è posizionata di fronte al Lago Maggiore mentre gli altri lati lambiscono l'esteso parco-prateria.
La costruzione ha linee semplici ed è disposta su tre piani. Interessante e originale la lunga balconata di legno, con motivi romboidali, sorretta da mensole in serizzo, collocata al primo piano della parte frontale.

## Villa Tesio oggi

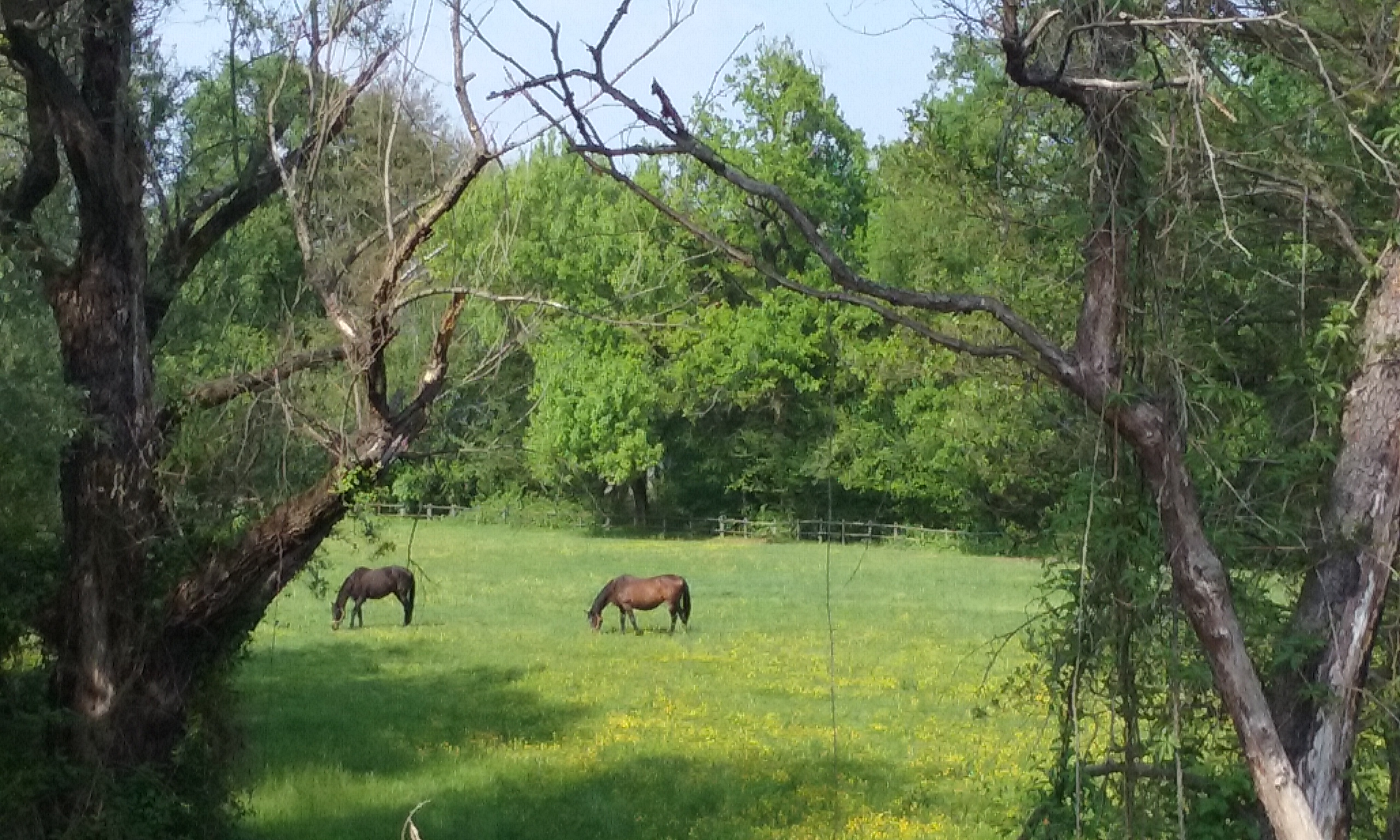
Cavalli nei prati di Villa Tesio (oggi)

Oggi, senza Federico Tesio e il marchese Incisa, le scuderie di Villa Tesio e suoi prati sono solcati da qualche fattrice e puledro da corsa. I neonati puledri vengono qui allevati per sei mesi e successivamente vengono venduti alle aste pubbliche (Inghilterra o Italia), oppure vengono portati nei luoghi di allenamento per la corsa a Milano, Roma e Varese.
Anche molte di quelle cascine un tempo rilevate da Federico Tesio hanno mantenuto la tradizione di allevamento ippico, come negli attuali allevamenti della cascina "Cucchetta", "Moretta", della "Surga" e del "Montaccio”.